# Джон Колтрейн
Джон Вільям Колтре́йн (англ. John William Coltrane; *23 вересня 1926, Гамлет, Північна Кароліна — †17 липня 1967, Нью-Йорк) — американський джазовий саксофоніст, бендлідер та композитор. Був однією з найвпливовіших та найвідоміших постатей в історії джазу та музики ХХ століття.
Народився і виріс у Північній Кароліні, Колтрейн переїхав до Філадельфії після закінчення школи, де вивчав музику. Починаючи свою кар'єру в стилях бібоп і хард-боп, Колтрейн допоміг започаткувати використання ладів і став одним із піонерів фрі-джазу. Він очолив щонайменше п'ятдесят записів і з'являвся на багатьох альбомах інших музикантів, зокрема трубача Майлза Девіса та піаніста Телоніуса Монка. Протягом своєї кар'єри музика Колтрейна набувала все більш духовного виміру, що яскраво проявилось у його найбільш визнаному альбомі A Love Supreme (1965) та інших. Залишається впливовим і протягом наступних десятиліть після своєї смерті; отримав численні посмертні нагороди, зокрема спеціальну премію Пулітцера, а також був канонізований Африканською православною церквою.
Його другою дружиною була піаністка та арфістка Еліс Колтрейн. У пари було троє дітей: Джон-молодший (1964—1982), басист; Раві (нар. 1965), саксофоніст; та Орн (нар. 1967), саксофоніст, гітарист, барабанщик і співак.

## Біографія
Незважаючи на відносно коротку кар'єру (він став відомий широкій публіці тільки у віці 33 років, а помер, не доживши до 41 року), Джон Колтрейн досі є однією з найвідоміших і суперечливих фігур джазового світу. Він грав у різних, майже протилежних, стилях і це стало причиною таких же протилежних відгуків критиків про його музику. Проте вже давно ніхто не ставить під сумнів його грандіозний внесок у сучасний джаз і його вплив на творчість переважної більшості саксофоністів другої половини XX століття.
Колтрейн народився в музичній сім'ї, проте його батьки не заробляли на життя музикою. Джон рано почав грати в оркестрах, починаючи вже з 13 років. Спочатку його інструментами були кларнет і альтгорн, потім альт-саксофон. Він грав у різних нічних клубах Філадельфії, а в 1945 році його призвали до армії і відправили служити на Гаваї. У 1946 році Колтрейн звільнився в запас і повернувся до Філадельфії. Восени того ж року він почав грати в оркестрі Джо Вебба (Joe Webb), а в 1947 році перейшов до «King Kolax Band». Там же він вперше спробував узяти в руки тенор-саксофон, що став згодом його основним інструментом. Одні джерела стверджують, що це відбулося під впливом гри Чарлі Паркера, який, як тоді вважалося, вичерпав можливості альт-саксофону, інші джерела подають простий факт, що перейти на тенор Колтрейна змусив керівник його оркестру, що сам грав на альті. У 1949 році Джон приєднався до справжнього зоряного складу — біг-бенду Діззі Гіллеспі і залишався у ньому до весни 1951 року, коли оркестр перетворився на септет. Разом з ним, у 1951 році, Колтрейн записав на платівку своє перше соло в п'єсі «We Love To Boogie». Подібно багатьом джазменам того часу, він поступово став наркоманом, що ускладнювало пошуки роботи і служило причиною конфліктів. Він переходив зі складу до складу, але у 1954 році йому пощастило — його запросив до свого оркестру Джоні Годжес. У нього Колтрейн протримався менше року, а потім доля звела його з Майлзом Девісом. Їх класичний склад включав Девіса, Колтрейна, піаніста Реда Гарленда, басиста Пола Чамберса і ударника Філлі Джо Джонса. З цим квінтетом Колтрейн зробив безліч записів на лейблах Columbia і Prestige. Згодом, коли він став дуже відомим, його записи у складі оркестру стали видаватися під його ім'ям і цей процес продовжується досі. Через пристрасть до героїну Девіс кілька разів звільняв Колтрейна з своєї групи, але потім знову запрошував назад. Остаточно вони розлучилися в 1957 році, що послужило для саксофоніста поштовхом до того, аби більше виступати і записуватися самостійно. У цьому ж 1957 року він видав на лейблі Prestige свій перший сольний альбом, названий Coltrane, разом з трубачем Джонні Сплоуном, баритон-саксофоністом Сахібом Шихабом, піаністами Мелом Волдроном і Редом Гарлендом, басистом Полом Чемберсом і барабанщиком Альбертом Гітом. Тоді ж, 1957 року, він приєднався до квартету Телоніуса Монка, а також продовжував роботу над власними альбомами. Він позбувся звички до наркотиків і знову почав співпрацювати з Майлзом Девісом, разом з яким записав у 1959 році один з найкращих в історії джазових альбомів «Kind Of Blue». На початку 60-х років вийшов перший альбом Колтрейна, що повністю складався з його власних композицій, — «Giant Steps». Він остаточно відмовляється від роботи в інших оркестрах і збирає своє комбо (інструментальний джазовий ансамбль) у Нью-Йорку, що складався з піаніста Стіва Кюна (якого скоро замінив МакКой Тайнер), басиста Стіва Девіса і ударника Піта Ла Рока (якого послідовно змінювали Біллі Гиґінс і Елвін Джонс). В останній період своєї творчості Колтрейн грав крім тенора на сопрано-саксофоні.
У 1962 році він підписав договір з лейблом Impulse! Працюючи з продюсером Бобом Тіле, він записав у студії величезну кількість матеріалу, який фірма не була в змозі видати відразу, та зате поступово видавала після смерті музиканта. Він розвивав свій власний, майже релігійний, підхід до джазу і найзнаменитішим альбомом цього напряму стала платівка «A love Supreme» (1965), що отримала дві номінації на Греммі і стала його роботою, що продавалася найліпше.
Останній прижиттєвий альбом Колтрейна, «Expressions», вийшов у 1967, одразу незадовго до того, як 17 липня сорокарічний Колтрейн помер через рак печінки, в лікарні Гантінгтона на Лонг-Айленді. Похорони провели через чотири дні в церкві Святого Пітера в Нью-Йорку, службу відкрив квартет Альберта Айлера, а закрив Орнетт Коулман. Джон Колтрейн похований на кладовищі Пінелаун, що у Нью-Йорку. Його смерть здивувала чималу кількість людей, зокрема Девіс сказав, що «смерть Колтрейна справила на всіх велике враження й застала всіх зненацька. Я знав, що він не надто добре виглядає, втім не підозрював, що він настільки хворий, та й, що хворий взагалі…»

## Релігійний діяч
Після смерті Колтрейна громада Храму новобранців у Сан-Франциско почали поклонятися йому як втіленому Богу. Угруповання називалось на честь Паркера, якого вони прирівнювали до Іоанна Хрестителя. Громада пізніше приєдналась до Африканської православної церкви. Це призвело до зміни статусу Колтрейна від бога до святого. Як наслідок, Африканська православна церква Святого Іоанна Колтрейна у Сан-Франциско стала єдиною африканською православною церквою, яка запровадила музику і поезію Колтрейна до літургійної відправи.
Самуїл Г. Фрідман у статті «Нью-Йорк Таймс» зазначав, що «церква Колтрейна не трюк чи штучна суміш музики нічного клубу та ефірної віри. Його твердження про визволення через божественний звук насправді цілком узгоджується з власним досвідом і пізнанням Колтрейна». Фрідман також прокоментував релігійність Колтрейна:
| В обох явних і неявних напрямках, Колтрейн також функціонував як релігійний діяч. Героїновий наркоман у 1950-х роках, він зрештою позбувся залежності, а потім пояснив, що він чув голос Бога під час його болісного одужання[...] 1966 року, на питання журналіста в Японії, ким він сподівається стати за п’ять років, Колтрейн відповів, «святим».[11] |
Колтрейна зобразили як одного із 90 святих на іконі танцюючих святих у храмі святого Григорія Нісського єпископальної церкви в Сан-Франциско. Ікона, площею в 280 кв.м., розписана у візантійському іконографічному стилі і займає стіну всієї церковної ротонди. Єпископальна церква святого Варнави в Ньюарку, Нью-Джерсі, додала Колтрейна до списку чорних святих і підготувала про нього статтю на своєму сайті.
Про Колтрейна і його церкву зняли документальні фільми, зокрема «Церква святого Колтрейна» Алана Клінгенстейна (1996),, і телепередачу Алана Єнтоба для BBC (2004).

## Вибрана дискографія
Дискографія нижче перераховує альбоми, концептуалізовані та затверджені Колтрейном як лідером під час його життя. Вона не включає численні релізи, в яких він був запрошеним музикантом, сесії, зібрані в альбоми різними лейблами після завершення контракту Колтрейна, сесії, на яких він був запрошеним музикантом, але пізніше перевипущені з його ім'ям на обкладинці, або посмертні компіляції, окрім тієї, яку він затвердив перед своєю смертю.

### Prestige та Blue Note records
- Coltrane (дебютний сольний LP; 1957)
- Blue Train (1958)
- John Coltrane with the Red Garland Trio (1958)
- Soultrane (1958)

### Atlantic records
- Giant Steps (1960)
- Coltrane Jazz (1961)
- My Favorite Things (1961)
- Olé Coltrane (1961)

### Impulse! Records
- Africa/Brass (1961)
- «Live» at the Village Vanguard (1962)
- Coltrane (1962)
- Duke Ellington & John Coltrane (1963)
- Ballads (1963)
- John Coltrane and Johnny Hartman (1963)
- Impressions (1963)
- Live at Birdland (1964)
- Crescent (1964)
- A Love Supreme (1965)
- The John Coltrane Quartet Plays (1965)
- Ascension (1966)
- New Thing at Newport (1966)
- Meditations (1966)
- Live at the Village Vanguard Again! (1966)
- Kulu Sé Mama (1967)
- Expression (1967)